# Lorraine Automobile Manufacturing Company
Lorraine Automobile Manufacturing Company war ein US-amerikanischer Hersteller von Automobilen.

## Unternehmensgeschichte
Das Unternehmen wurde 1907 in Chicago in Illinois gegründet. John O. Hobbs war der Konstrukteur. Ende 1907 begann die Produktion von Automobilen. Im Dezember 1907 standen die ersten Fahrzeuge auf der Chicago Automobile Show. Der Markenname lautete Lorraine. 1908 endete die Produktion.
Es gab keine Verbindungen zur Lorraine Car Company und zur Lorraine Motors Corporation, die ein paar Jahre später den gleichen Markennamen benutzten.

## Fahrzeuge
Die Fahrzeuge hatten eine elastische Kardanwelle, die nicht weiter erklärt wurde. Sowie einen Anlasser, was für die damalige Zeit ungewöhnlich war.
Ein Modell war das Model L. Es hatte einen Vierzylindermotor, der mit 50/55 PS angegeben war. Das Fahrgestell hatte 315 cm Radstand. Der Aufbau als offener Tourenwagen bot Platz für sieben Personen.
Die andere Modellreihe hatte einen kleineren Vierzylindermotor, der mit 25/30 PS angegeben war. Der Radstand betrug 279 cm. Model M war als fünfsitziger Tourenwagen und als ebenfalls fünfsitzige Limousine erhältlich. Model N wurde Gentleman’s Roadster genannt.

## Modellübersicht
| Jahr      | Modell  | Zylinder | Leistung (PS) | Radstand (cm) | Aufbau                                   |
| --------- | ------- | -------- | ------------- | ------------- | ---------------------------------------- |
| 1907–1908 | Model L | 4        | 50/55         | 315           | Tourenwagen 7-sitzig                     |
| 1907–1908 | Model M | 4        | 25/30         | 279           | Tourenwagen 5-sitzig, Limousine 5-sitzig |
| 1907–1908 | Model N | 4        | 25/30         | 279           | Gentleman’s Roadster                     |